# 北松本駅

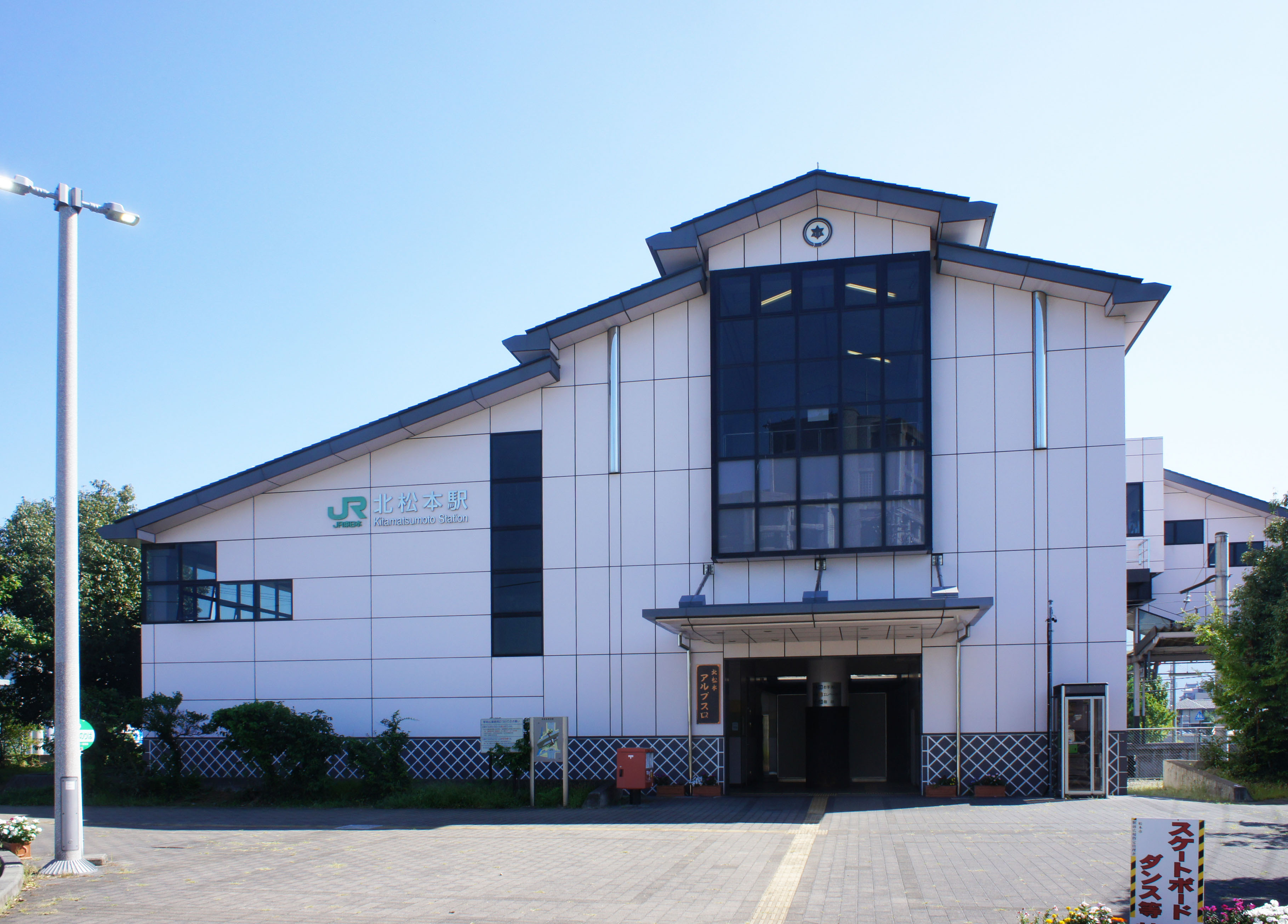
アルプス口（2021年8月）

北松本駅（きたまつもとえき）は、長野県松本市白板一丁目にある、東日本旅客鉄道（JR東日本）大糸線の駅である。駅番号は「41」。

## 歴史
- 1915年（大正4年）
  - 1月6日：信濃鉄道が当駅 - 豊科駅間を開通し、松本市駅（まつもとしえき）として開業[2][3]。旅客・貨物の取扱を開始[4]。構内に車両基地を併設。
  - 4月5日：南松本駅（鉄道院松本駅構内） - 当駅間が開通し[3]、貨物のみ連絡運輸を開始[2]。北松本駅に改称[1]。
- 1916年（大正5年）9月18日：南松本駅を松本駅に統合して共同使用駅化し、同駅 - 当駅間の旅客連絡運輸を開始[3]。
- 1926年（大正15年）1月8日：信濃鉄道が全線電化され、旅客列車を電車化[3]。
- 1937年（昭和12年）6月1日：信濃鉄道が国有化され、鉄道省大糸南線の所属となる[5]。
- 1957年（昭和32年）8月15日：中土駅 - 小滝駅間が開通して全線開通し、大糸線と改称[3]。
- 1960年（昭和35年）9月：松本駅 - 信濃大町駅間の貨物列車を電化[6]。
- 1982年（昭和57年）10月31日：貨物の取り扱いを廃止[4]。
- 1983年（昭和58年）3月25日：業務委託駅となる[7]。
- 1984年（昭和59年）2月1日：荷物の扱いを廃止[4]。
- 1985年（昭和60年）3月：併設された車両基地（松本運転所北松本支所）が廃止され、本所に統合。
- 1987年（昭和62年）4月1日：国鉄分割民営化に伴い、JR東日本の駅となる[8]。
- 1995年（平成7年）11月8日：旧駅舎が解体され、仮駅舎に切り替わる[新聞 1]。
- 2000年（平成12年）4月22日：駅舎の改築により、橋上化[新聞 2]。
- 2025年（令和7年）
  - 3月15日：ICカード「Suica」の利用が可能となる[報道 2][報道 3]。東京近郊区間に編入される[報道 2]。
  - 3月31日：終日無人化[9]。

## 駅構造
島式ホーム1面2線を持つ地上駅で、橋上駅舎となっている。駅舎はお城をイメージしたものである。東西に出入口があり、「アルプス口」「お城口」という愛称が付けられている。
松本駅管理の無人駅である。自動券売機と簡易Suica改札機（入場機・出場機）が設置されている。
橋上駅舎化前は構内踏切によって駅舎とホームがつながっていた。また、駅の北側に開かずの踏切があり、渋滞が問題となっていたため、それを解消する目的で、駅舎を橋上化すると同時に交差する長野県道320号倭北松本停車場線（内環状北線）がアンダーパス化および4車線化された。
松本駅からの距離はわずか700メートルしか離れていない。篠ノ井線が単線並列で並走するが、篠ノ井線にはホームがない。篠ノ井線のホームを設置を求める運動もあったが、実現されなかった。
かつては、大糸線の車両基地として、松本運転所北松本支所（略号：長キマ）が構内にあった。 

### のりば
| 番線 | 路線    | 方向 | 行先               |
| ---- | ------- | ---- | ------------------ |
| 1    | ■大糸線 | 上り | 松本・塩尻方面     |
| 2    | ■大糸線 | 下り | 信濃大町・白馬方面 |

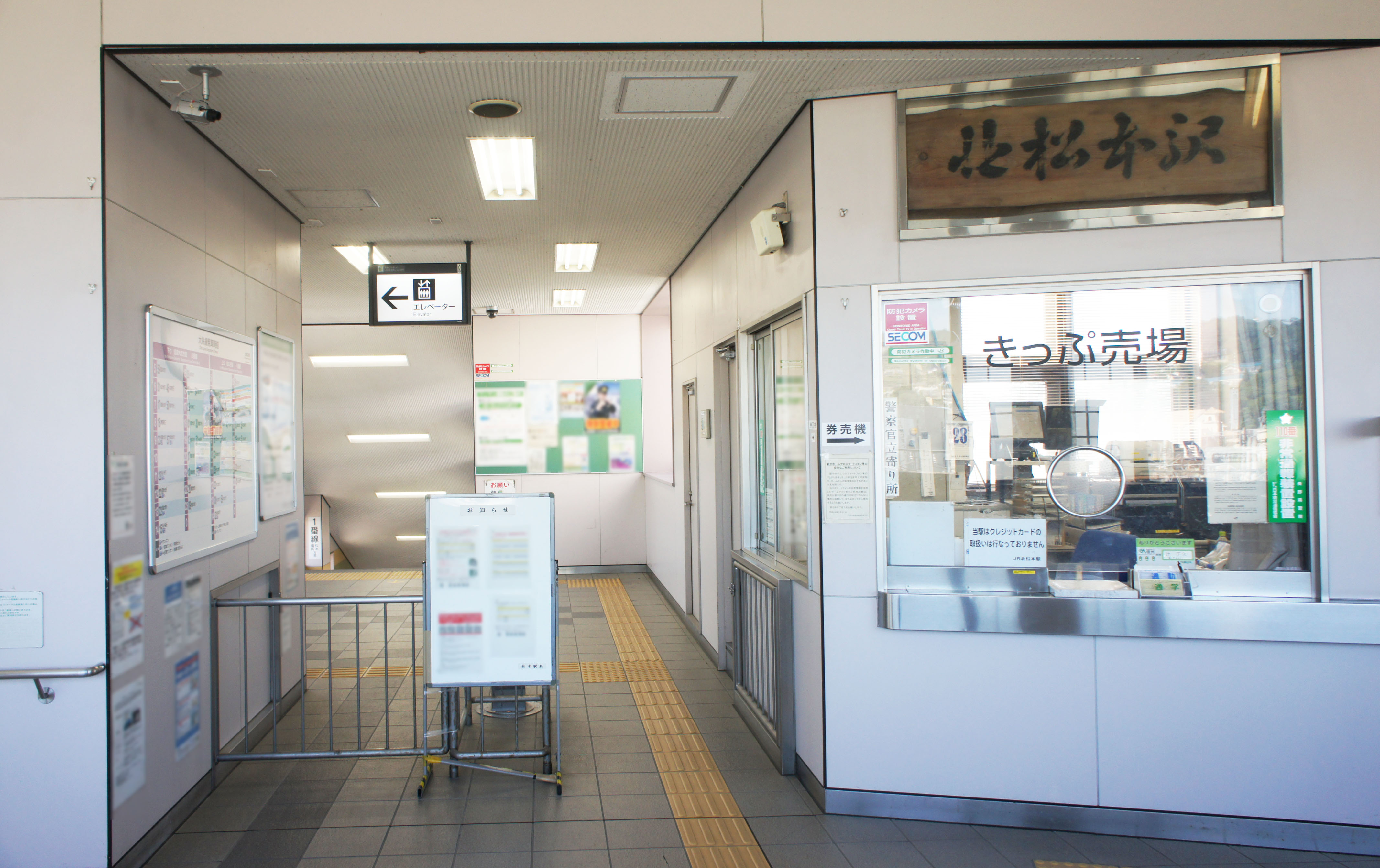
改札口（2021年8月）
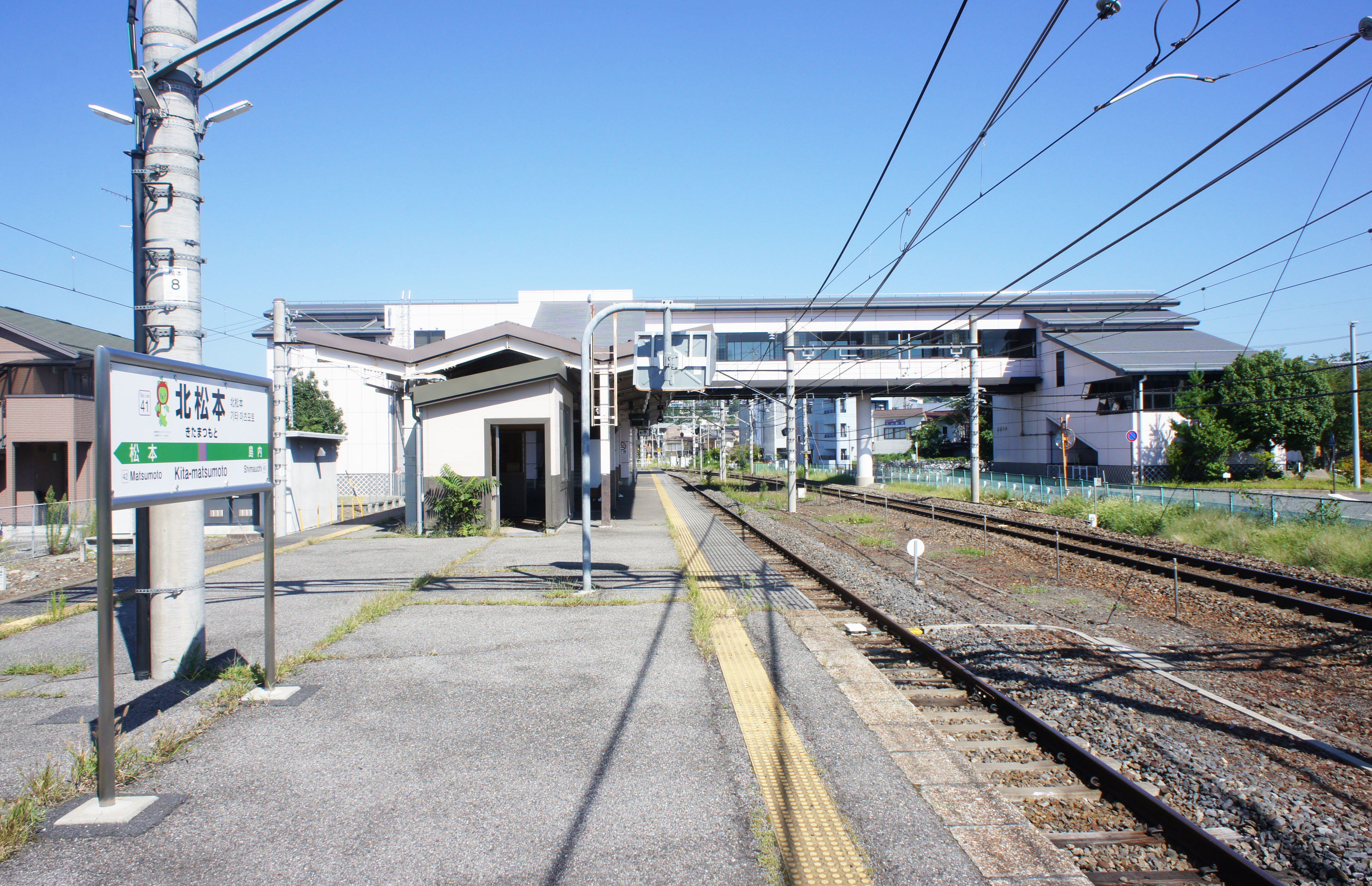
ホーム（2021年8月）

## 利用状況
JR東日本によると、2023年度（令和5年度）の1日平均乗車人員は606人である。
2000年度（平成12年度）以降の推移は以下のとおりである。
| 1日平均乗車人員推移 | 1日平均乗車人員推移 | 1日平均乗車人員推移 | 1日平均乗車人員推移 | 1日平均乗車人員推移 |
| 年度                | 定期外              | 定期                | 合計                | 出典                |
| ------------------- | ------------------- | ------------------- | ------------------- | ------------------- |
| 2000年（平成12年）  |                     |                     | 281                 | [ 利用客数 2 ]      |
| 2001年（平成13年）  |                     |                     | 316                 | [ 利用客数 3 ]      |
| 2002年（平成14年）  |                     |                     | 356                 | [ 利用客数 4 ]      |
| 2003年（平成15年）  |                     |                     | 371                 | [ 利用客数 5 ]      |
| 2004年（平成16年）  |                     |                     | 388                 | [ 利用客数 6 ]      |
| 2005年（平成17年）  |                     |                     | 423                 | [ 利用客数 7 ]      |
| 2006年（平成18年）  |                     |                     | 482                 | [ 利用客数 8 ]      |
| 2007年（平成19年）  |                     |                     | 469                 | [ 利用客数 9 ]      |
| 2008年（平成20年）  |                     |                     | 483                 | [ 利用客数 10 ]     |
| 2009年（平成21年）  |                     |                     | 434                 | [ 利用客数 11 ]     |
| 2010年（平成22年）  |                     |                     | 484                 | [ 利用客数 12 ]     |
| 2011年（平成23年）  |                     |                     | 500                 | [ 利用客数 13 ]     |
| 2012年（平成24年）  | 88                  | 440                 | 528                 | [ 利用客数 14 ]     |
| 2013年（平成25年）  | 87                  | 490                 | 577                 | [ 利用客数 15 ]     |
| 2014年（平成26年）  | 106                 | 551                 | 658                 | [ 利用客数 16 ]     |
| 2015年（平成27年）  | 122                 | 633                 | 756                 | [ 利用客数 17 ]     |
| 2016年（平成28年）  | 113                 | 625                 | 738                 | [ 利用客数 18 ]     |
| 2017年（平成29年）  | 116                 | 597                 | 714                 | [ 利用客数 19 ]     |
| 2018年（平成30年）  | 119                 | 571                 | 690                 | [ 利用客数 20 ]     |
| 2019年（令和元年）  | 119                 | 567                 | 687                 | [ 利用客数 21 ]     |
| 2020年（令和02年）  | 74                  | 535                 | 609                 | [ 利用客数 22 ]     |
| 2021年（令和03年）  | 82                  | 475                 | 557                 | [ 利用客数 23 ]     |
| 2022年（令和04年）  | 95                  | 489                 | 585                 | [ 利用客数 24 ]     |
| 2023年（令和05年）  | 107                 | 499                 | 606                 | [ 利用客数 1 ]      |

## 駅周辺
松本市街北部に位置する。

### お城口（東口）
- 白板公園
- 松本市立丸の内中学校
- 正麟寺
- 旧開智学校
- 長野県松本深志高等学校
- 松本情報工科専門学校
- 松本調理師製菓師専門学校
- 長野県松本蟻ヶ崎高等学校[1]
- 松本城[1]
- 松本市役所
- 大門沢川
- 城西病院
- 城山公園
- 放光寺
- アルプス公園
- アルピコ交通（通称・松本電鉄バス）「大手大通り」停留所

### アルプス口（西口）
- 大門沢川
- 国道19号
- 奈良井川
- なぎさライフサイト
  - ツルヤ なぎさ店
- 田川
- 丸の内病院[1]

## 隣の駅
東日本旅客鉄道（JR東日本）
■大糸線
□快速（上り1本のみ運転）・■普通
松本駅 (42) - 北松本駅 (41) - 島内駅 (40)

### 記事本文